# テイコプラニン
テイコプラニン（Teicoplanin：TEIC） は抗菌薬の一つ。

## 概要
メチシリン耐性黄色ブドウ球菌感染症に有効とされている抗生物質、細胞壁合成阻害薬である。
内耳に作用があり難聴症状のある患者には禁忌。
アルブミン結合率（血漿タンパク結合）が 90%以上と非常に高い薬剤であり、ワルファリン等を服用中に併用した場合、その作用を変化させてしまう可能性がある。
高齢者では血漿アルブミンが減少していることが多いため、遊離の薬物の血中濃度が高くなるおそれがある。